# خورشیدگرفتگی ۴ مارس ۱۸۰۲
خورشیدگرفتگی ۴ مارس ۱۸۰۲ (به انگلیسی: Solar eclipse of ۴ مارس ۱۸۰۲) یک خورشیدگرفتگی از نوع خورشیدگرفتگی کامل بود که در اندونزی، پاپوآ گینه نو، استرالیا، نیوزیلند و جنوبگان قابل مشاهده بود. این خورشیدگرفتگی در تاریخ ۴ مارس ۱۸۰۲ روی داد که زمان اوج آن، ساعت ۵:۱۴:۲۹ به‌وقت ساعت هماهنگ جهانی بوده‌است. مدت‌زمان و طول این خورشیدگرفتگی ۰۳ دقیقه و ۰۲ ثانیه بود.